# Camille Richard
Pour les articles homonymes, voir Richard (patronyme).
Camille Richard est un homme politique français né le 29 mai 1829 à Apt (Vaucluse) et décédé le 31 août 1897 à Marseille (Bouches-du-Rhône).

## Biographie
Camille Richard naît le 29 mai 1829 à Apt. Il est le fils de Joseph Auguste Richard, employé aux octrois, et de son épouse, Sophie Ayasse.
Avoué à Nyons, Camille Richard est maire de la ville de 1870 à 1873 et de 1876 à 1881, et conseiller général. Il est battu aux élections législatives de 1877, mais le scrutin étant invalidé, il est élu à l'élection partielle en 1878. Cette élection ayant elle aussi été invalidée, une nouvelle élection se tient en 1879, où Camille Richard est battu. Il retrouve son siège aux élections générales en 1881, et est réélu en 1885. Il siège au groupe de la Gauche radicale.
Après sa défaite en 1889, il se fait attribuer une recette de buraliste à Marseille. Il se retrouve compromis dans l'affaire de Panama, pour avoir touché des pots-de-vin. Il détourne alors l'argent de sa recette de buraliste pour rembourser, en jouant l'argent dans un casino. Après avoir tout perdu, il se suicide dans un train, gare Saint-Charles à Marseille, le 31 août 1897.

## Sources
- « Camille Richard », dans Adolphe Robert et Gaston Cougny, Dictionnaire des parlementaires français, Edgar Bourloton, 1889-1891 [détail de l’édition]
- « Camille Richard », dans le Dictionnaire des parlementaires français (1889-1940), sous la direction de Jean Jolly, PUF, 1960 [détail de l’édition]
- Joseph Brun-Durand, Dictionnaire biographique et biblio-iconographique de la Drôme : contenant des notices sur toutes les personnes de ce département qui se sont fait remarquer par leurs actions ou leurs travaux, avec l'indication de leurs ouvrages et de leurs portraits, t.   II, Grenoble, Librairie Dauphinoise, 1901, 490 p.